# Truông Mít
Truông Mít là một xã thuộc tỉnh Tây Ninh, Việt Nam.

## Địa lý
Xã Truông Mít nằm ở phía nam huyện Dương Minh Châu, có vị trí địa lý:
- Phía đông và nam giáp huyện Gò Dầu
- Phía tây giáp xã Cầu Khởi
- Phía bắc giáp các xã Bến Củi, Lộc Ninh, Cầu Khởi.

Xã Truông Mít có diện tích 38,60 km², dân số năm 2019 là 16.723 người, mật độ dân số đạt 433 người/km².

## Hành chính
Xã Truông Mít được chia thành 5 ấp: Thuận An, Thuận Bình, Thuận Hòa, Thuận Phước, Thuận Tân.